# Macrosiphum tinctum
Macrosiphum tinctum är en insektsart som först beskrevs av Walker 1849.  Macrosiphum tinctum ingår i släktet Macrosiphum och familjen långrörsbladlöss. Inga underarter finns listade i Catalogue of Life.